# 蘿拉·卡芙特

蘿拉·卡芙特（中国大陆又译作）是Eidos Interactive（現史克威爾艾尼克斯歐洲，但目前著作權已由拥抱者集团旗下的CDE娛樂持有）的動作冒險遊戲《古墓奇兵》的主角。由托比·加德設計出來（初代設定1968年出生，現已去除此設定），她也被打造出電影（由安潔莉娜·裘莉及艾莉西亞·薇坎德詮釋）、漫畫、小說以及一系列動畫短片等的各種角色樣貌。2006年時，蘿拉成為登上「遊戲星光大道」（Walk of Game）的遊戲明星之一，並由《金氏世界紀錄大全》認定她為「最成功的遊戲女英雄」。2008年時，她被列名在GameFly最受歡迎辣妹名單中。2008年下半年，MSN舉辦了誰是最具代表性遊戲主角的投票，蘿拉排名第三，僅次於瑪俐歐與音速小子。蘿拉在2005、2006、2008及2013的福布斯虛構角色富豪榜中均有上榜。
蘿拉被塑造成一名美麗、聰明、敏捷又有點魯莽的英國高貴女性，出生以來就在追求著世界上無價的藝術品。因為身兼考古學家與探險家的身分，她經常造訪古老遺蹟，而且往往是十分危險的墳墓與廢墟。除了陷阱與迷宮，蘿拉遭遇各式各樣的敵人，包含競爭者、歹徒、危險的動物（包含恐龍）、傳說中的生物與鬼神。她奇妙的考古探險可媲美印第安那·瓊斯。劳拉也以美丽的容貌和凹凸有致的性感身材而闻名于游戏界。
有如下人物被选为劳拉的模特：蘿娜·米莎（1997-1998）、Vanessa Demouy和Nell McAndrew（1998-1999）、Lara Weller（1999-2000）、Lucy Clarkson（2000-2002）、Jill de Jong（2002-2004）、Karima Adebibe（2006-2008）、Alison Carroll（2008-）和中国北京新天地1999年选出的符少婷。
除了自己的漫画外，劳拉也在《魔女之刃》中出过场。以下为不完全的劳拉改编小说名单：Lara Croft Tomb Raider: The Amulet of Power; Lara Croft Tomb Raider: The Lost Cult; and Lara Croft Tomb Raider: The Man of Bronze。